# Медаль «За службу» (ГФС)
Медаль «За слу́жбу» — ведомственная награда Государственной фельдъегерской службы Российской Федерации, учреждённая приказом ГФС России № 545 от 31 августа 2001 года. 
До 16 апреля 2010 года именовалась — медаль «За безупречную службу».

## Правила награждения
Согласно Положению медалью «За службу» награждаются лица начальствующего состава федеральной фельдъегерской связи, за добросовестную службу и имеющие соответствующую выслугу лет в календарном исчислении. В выслугу лет учитывается служба в органах внутренних дел, военная служба, а также служба, где предусмотрены военные и специальные звания.
Медаль «За службу» имеет три степени:
- I степень — для награждения сотрудников, безупречно прослуживших не менее 20 лет в календарном исчислении;
- II степень — для награждения сотрудников, безупречно прослуживших не менее 15 лет в календарном исчислении;
- III степень — для награждения сотрудников, безупречно прослуживших не менее 10 лет в календарном исчислении.

Высшей степенью медали является I степень. Награждение медалью по степеням осуществляется последовательно от низшей степени к высшей. Награждение медалью более высокой степени не допускается без получения медали предыдущей степени.

## Правила ношения
Медаль носится на левой стороне груди ниже государственных наград Российской Федерации и располагается после медали Государственной фельдъегерской службы Российской Федерации «За усердие».

## Описание медали
Медаль изготовляется из латунного сплава или нейзильбера и представляет собой круг диаметром 32 мм. В центре круга изображён геральдический знак — эмблема органов федеральной фельдъегерской связи в обрамлении лаврового венка. В нижней части венка помещена римская цифра: на медали I степени — «XX», на медали II степени — «XV», на медали III степени — «X». На оборотной стороне медали надпись в 2 строки: «За службу» (до 2010 года — «За безупречную службу»). Медаль I степени золотистого цвета, II степени — серебристого, III степени — красновато-медного.
Медаль при помощи ушка и кольца соединяется с пятиугольной колодкой, обтянутой шёлковой муаровой лентой крапового цвета, в центре которой нанесены узкие белые полоски. На медали I степени — одна, II степени — две, III степени — три. На оборотной стороне колодки имеется приспособление для крепления медали к форменной одежде.